# Stephan Mathys

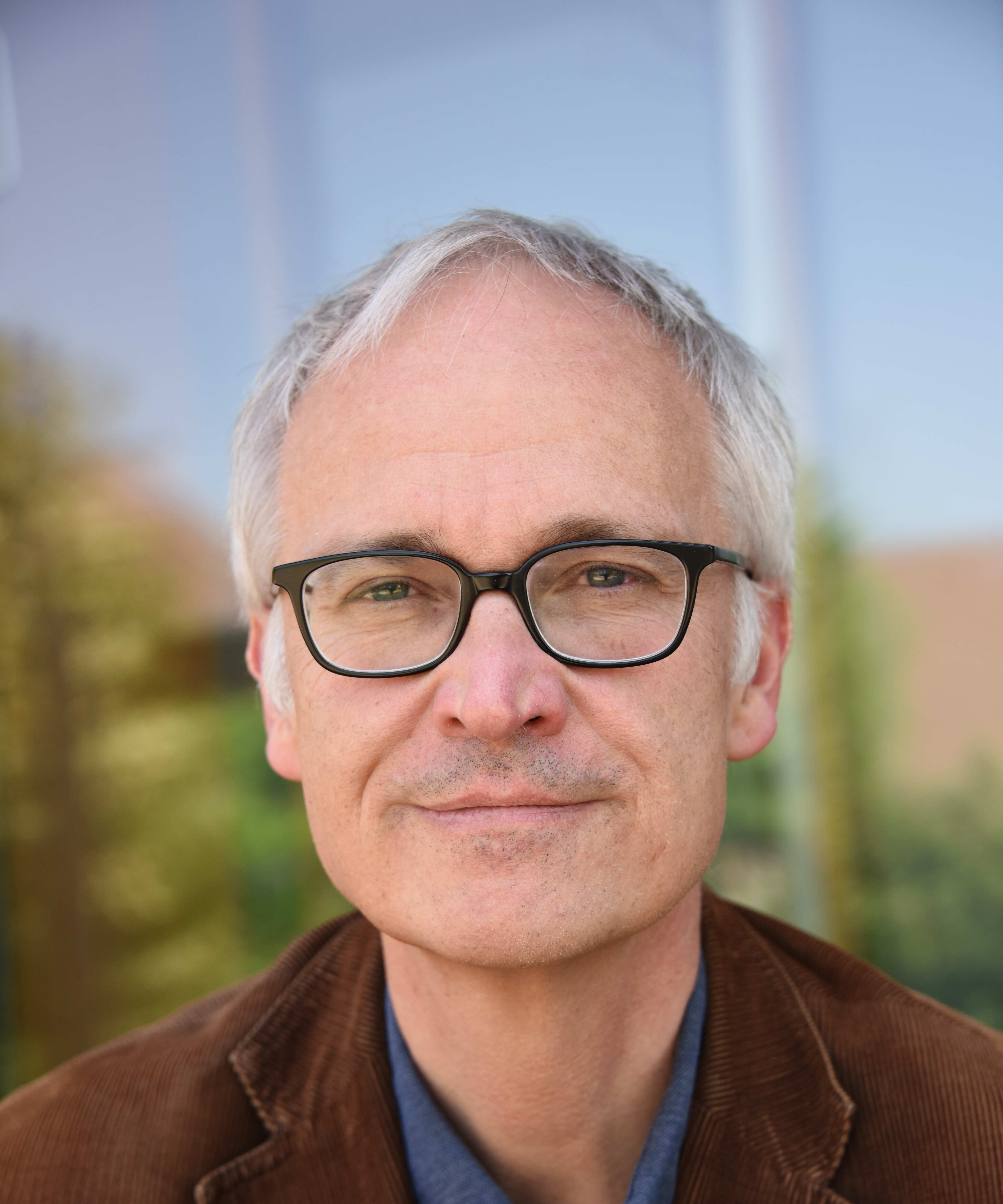
Stephan Mathys (2018)

Stephan Mathys (* 24. August 1968 in Menziken, Kanton Aargau) ist ein Schweizer Schriftsteller.

## Leben
Als dritter Sohn einer Bäckerfamilie verbrachte Stephan Mathys seine Kindheit und Jugend in Schöftland/Aargau. Nach seiner Matura in Aarau 1988 besuchte er die Höhere Pädagogische Lehranstalt in Zofingen. Ab 1990 arbeitete er als Lehrer und widmete sich verstärkt der schriftstellerischen Tätigkeit. Von 1984 bis 1994 war er Mitglied im Leitungskollektiv des Kleintheaters Härdöpfuchäuer (Kartoffelkeller) in Schöftland. Von 1993 bis 1997 war er Mitinitiator und Kulturredakteur der Aargauer Monatszeitung ASpekt, von 1995 bis 1997 Kolumnist für die satirische Zeitschrift Nebelspalter. 1996 zog er um nach Bern und war bis 2001 im genossenschaftlichen Quartierladen Matte Lädeli tätig. Nach seinem Diplom 1997 arbeitete er ab 1999 (bis heute) als Kunsttherapeut in der Klinik Südhang, Kirchlindach. Von 2002 bis 2007 lehrte Mathys als Dozent am Institut für Kunsttherapie in Bern; von 2005 bis 2023 war er Seminarleiter am Institut für Arbeitsagogik in Luzern. und ab 2025 Gastdozent am Integrativen Ausbildungszentrum in Zürich (iac).
Von 2003 bis 2006 war Mathys Jurymitglied für den Hörspielpreis der Radiostiftung Basel. Er ist Mitglied des Berufsverbandes Gestaltende Psychotherapie und Kunsttherapie (GPK) und des Verbandes Autorinnen und Autoren der Schweiz (AdS). Für seine literarische Arbeit erhielt er Förder- und Werkbeiträge des Kantons Aargau sowie der Stadt und des Kantons Bern. 2004 gründete er zusammen mit seiner Lebenspartnerin, der Sängerin und Gesangslehrerin Rachel Maria Kessler, die künstlerische Produktionsgemeinschaft Spielraum 7 in Bern.

## Schaffen
Stephan Mathys ist Autor von Hörspielen (u. a. für DRS1/SRF1), Theaterstücken, kürzerer und längerer Prosa, Songtexten und Gedichten. Seit 2003 verfasst er Texte für Live-Hörspiele, seit 2011 unter anderem für die Vernissagen des Malers Raoul Ris.  Er schreibt überdies für Bühnenproduktionen mit Musikern und Schauspielern und kooperiert mit bildenden Künstlern.
Bevorzugtes Thema von Mathys Hörspielen, Theaterstücken und Erzähltexten ist die Konfrontation der Alltagsrealität mit wirklichkeitsentgrenzenden Fantasievorstellungen und -erfahrungen. In seinem 2018 erschienenen ersten umfangreicheren Buch, dem Erzählband Vor dem Fenster, inszeniert er „mit präzisem, poetischem Blick für die kleinen Dinge des Alltags und die Verwicklungen zwischenmenschlicher Beziehungen“ „raffinierte Spiel(e) mit der Fiktion“,  wobei die Protagonisten der Geschichten permanent erkennen müssen: „Man stellt sich sein Leben vor, hat seine kleinen und grossen Träume, und man sieht die Wirklichkeit, die ganz anders ist.“  Als etablierter Hörspiel- und Theaterautor führt Mathys die Figuren auf seiner ‚Erzählbühne‘ zu überraschenden Begegnungen mit dem ‚Unmöglichen‘, dem ‚Wunderbaren‘, das die Lebensordnung der Akteure rigoros in Frage stellt. Seinen ersten Roman, Unfroh, veröffentlichte Mathys im September 2020. Dessen Protagonist, der endvierzigjährige Ich-Erzähler Dominik Schaller, schildert rückblickend, von der Kindheit an, seine unentwegte Suche nach einem sinnerfüllten, glücklichen Leben. Nach dem Scheitern seines ehelichen, familiären Glücks bleibt dem „unfrohen“ Lebens- und Liebessuchenden eine offene Zukunft, in der alles möglich ist. In seinem 2023 erschienenen zweiten Roman Aber wohin erzählt Mathys die Lebens- und Liebesgeschichte Nik Schallers aus der Ich-Perspektive seiner Frau Sandra. In der Retrospektive zeichnet die Protagonistin ihre Biografie und beschreibt ihr – von zunehmenden Konflikten belastetes – Zusammenleben mit Nik, das schließlich zur Trennung führt. Sandra fällt in eine Depression, aus der sie sich aber durch ihre zeichnerische und malerische Arbeit retten kann.

## Auszeichnungen
- 2002: Förderbeitrag des Aargauer Kuratoriums (sechsmonatiger Atelier-Aufenthalt in Berlin, Oktober 2003 bis März 2004)
- 2006: Werkbeitrag der Stadt Bern
- 2007: Werkbeitrag des Aargauer Kuratoriums
- 2010: Projekt-Mentoring des Schweizerischen Literaturinstituts
- 2016: Werkbeitrag von Stadt und Kanton Bern

## Werke

### Hörspiele
- Wal im Gartenteich (Live-Hörspiel 2003)
- Soll sich der Mond nicht heller scheinen (Live-Hörspiel 2003)
- Schnee im Mai (Hörspiel; CD 2006)
- Mann im Mond (Live-Hörspiel 2007; DRS1 2008 )
- De Käpt’n, d Cinderella und ich (DRS1 2011 )
- Härzstillstand (DRS1 2011 )
- Kafi Royal (DRS1 2013 )
- Ohne di (Live-Hörspiel; CD 2013)
- Die Frau vor dem Bild (Live-Hörspiel-Trilogie 2015)
- Frienisberg (Live-Hörspiel 2016)
- Zwei im Zug (Live-Hörspiel 2017)
- Alles für d’Chatz (SRF1 2018 )
- Drü Läbe (SRF1 2019 )

### Theaterstücke / Bühnenproduktionen
- Bachmann (2003)
- Von Drachen und Erdmännchen (2003)
- ARG! (Bilder/Texte-Projekt mit Sabine Trüb, 2004)
- Absprung (eine Geschichte mit Musik, 2004)
- öbilachodersing – Dreizehn alte Schweizer Lieder und eine neue Sage aus dem Mittelland (2004; CD 2008)
- In der Rikscha / Taxigeschichten (2005)
- Die Invasion der krausköpfigen Kalabresen (2007)
- Mönsche, Schrott und Stärne (2009)
- Alles ist gut (2015)
- Belinda (Music-Comic-Strip, 2016)
- Du Leonce, ich Lena (Variationen über Büchners Komödie, 2024)

### Prosa
- Kinderspiel / Fisch (in: Lauter Niemand. Literaturzeitschrift, Berlin 2004, S. 16–18, 22–25)
- Taxi Stories (in: No Man’s Land. New German Literature in English Translation. Übersetzung v. Katy Derbyshire. Berlin 2006, S. 14–24)
- Archiv (Anthologie-Beitrag in Alois und Auguste. Alzheimer und Demenz – Geschichten über das Vergessen. Verlag Huber, Frauenfeld 2009, ISBN 978-3-7193-1514-6, S. 243–246)
- Wo sich die Linien berühren (Text über den Maler Hannes Egli. Edition neue Galerie 6, Aarau 2009, S. 31–57)
- Szene / Mappamondo (in: Bernsehen 2. Dachsart, Bern 2013, S. 39f., 138–140)
- In meinem letzten Augenblick (in: orte Literaturzeitschrift (Schwellbrunn). Nr. 178, Juli 2014, S. 27f.)
- Ernst (Anthologie-Beitrag in Blaupause. Geschichten vom Hinfallen und Aufstehen. Klinik Südhang, Kirchlindach 2016, S. 22–27)
- dass er sich zeit lässt. Gespräche über Hannes Egli (edition clandestin, Biel-Bienne 2016, ISBN 978-3-905297-80-5, S. 9–59)
- Novembernacht. Dialogische Geschichten mit Bildern v. Raoul Ris (Rub Media, Bern 2016)
- Vor dem Fenster. Geschichten (edition 8, Zürich 2018, ISBN 978-3-85990-348-7)
- Unfroh. Roman (edition 8, Zürich 2020, ISBN 978-3-85990-403-3)
- Aber wohin. Roman (edition 8, Zürich 2023, ISBN 978-3-85990-493-4)